# ثجر (مناخة)

تعديل مصدري - تعديل

ثجر هي إحدى قرى عزلة بني برة بمديرية مناخة التابعة لمحافظة صنعاء، بلغ تعداد سكانها 37 نسمة حسب تعداد اليمن لعام 2004.